# Louis Le Chatelier
Pour les articles homonymes, voir Le Chatelier.
Louis Le Chatelier, né à Paris le 20 février 1815 et mort à Paris le 10 novembre 1873, est un ingénieur français.

## Biographie
Il est le fils de Louis Pierre Le Chatelier, marchand de mousseline à Rouen puis à Paris, et d'Anne Madelaine Julie Graffin. Il épouse Élisabeth Durand, fille de l'architecte Claude Pierre Louis Durand et petite-fille de Jean-Nicolas Buache.
Il fait ses études à l'École polytechnique, de 1834 à 1836, et devient ingénieur des mines, puis inspecteur général des mines. Il invente des méthodes de détection du grisou et une lampe qui porte son nom. Il participe à la querelle qui opposa au début du XIXe siècle les « équivalentistes », dont il fait partie, aux partisans de la réalité des atomes.
À partir de 1865, il expérimente le frein à contre-vapeur sur les chemins de fer du nord de l'Espagne. Le freinage consistant à « renverser la vapeur » était alors connu depuis une vingtaine d'années des chauffeurs de locomotive : il reposait sur l'inversion, par action sur les robinets, de la distribution de vapeur dans les cylindres des pistons ; mais cette technique s'accompagnait d'une forte augmentation de la température des tôles, provoquant fatigue des rivets et dilatation des joints, et d'un grippage des tiroirs. L'invention de Le Chatelier est un injecteur d'eau en quantité réduite dans les pistons : sous l'effet de la chaleur des gaz, cette eau, immédiatement vaporisée, produit une vapeur qui, non seulement modère la température, mais provoque une baisse de pression répartie. Cette technique qui, dit L. Figuier, « s’est répandue sur presque tous les réseaux de l’Europe », présentait toutefois le double inconvénient de n'agir que sur les roues motrices (celles de la locomotive), et d'autre part de développer des contraintes énormes dans la tôle des chaudières lorsque l'on freinait un convoi lourd lancé à pleine vitesse (env. 80 km/h vers 1860). L'étape suivante du freinage ferroviaire à consisté à conjuguer de façon rationnelle le freinage à contre-vapeur et le freinage à sabot (frein Achard puis frein Westinghouse) : l'accident ferroviaire de la gare Montparnasse (1895) témoigne des difficultés qu'il a fallu résoudre.
Louis Le Chatelier a joué un grand rôle dans l'industrie française. Il a notamment contribué à la mise au point d'un procédé d'extraction de l'alumine de la bauxite, à l'introduction des procédés Martin-Siemens dans la sidérurgie, et à l'essor des transports ferroviaires. Ami et collaborateur d'Eugène Flachat, il est l'un des créateurs des Chemins de fer de France. Il a travaillé aussi à un projet d'alimentation des eaux potables de la ville de Paris, à l'assainissement des villes et à l'épuration des eaux d'égout.
En 1855 il devient ingénieur-conseil du Crédit mobilier des frères Pereire et participe notamment à la création de la Compagnie des chemins de fer du Midi, de la Compagnie des chemins de fer de l’État autrichien, de la Grande société des chemins de fer russes (GSCFR), de la Compagnie des chemins de fer du nord de l'Espagne, et de la Compagnie générale transatlantique dont il a été administrateur.
Ses fils sont le chimiste Henry Le Chatelier, l'explorateur Alfred Le Chatelier, l'ingénieur et industriel Louis Le Chatelier (1853-1928).

## Hommages
- Son nom est inscrit sur la Tour Eiffel.
- Une rue de Paris porte son nom : la rue Le Chatelier, dans le 17e arrondissement.
- Officier de la Légion d'honneur
- Officier de l’ordre de Léopold

## Principales publications
- Mémoire sur les eaux corrosives employées dans les chaudières à vapeur (1842)
- Chemins de fer d'Allemagne, description statistique, système d'exécution, tracé, voie de fer (1845) (Lire en ligne)
- Recherches expérimentales sur les machines locomotives, avec Ernest Goüin (1845)
- Études sur la stabilité des machines locomotives en mouvement (1849)
- Guide du mécanicien constructeur et conducteur de machines locomotives, avec Eugène Flachat, Jules Pétiet et Camille Polonceau (2 volumes, 1851)
- Chemins de fer d'Angleterre en 1851. Matériel fixe, matériel roulant, exploitation et administration, législation et statistique (1852)
- Chemins de fer. Mémoire sur la marche à contre-vapeur des machines locomotives, notice historique (1869)
- Chemins de fer. Supplément au mémoire sur la marche à contre-vapeur des machines locomotives (1869)
- Assainissement, note sur l'épuration des eaux d'égout (1872)